# Rungroj Thainiyom
Rungroj Thainiyom (16 de diciembre de 1986) es un deportista tailandés que compite en tenis de mesa adaptado. Ganó cinco medallas en los Juegos Paralímpicos de Verano entre los años 2012 y 2024.

## Palmarés internacional
| Juegos Paralímpicos | Juegos Paralímpicos     | Juegos Paralímpicos | Juegos Paralímpicos |
| Año                 | Lugar                   | Medalla             | Prueba              |
| ------------------- | ----------------------- | ------------------- | ------------------- |
| 2012                | Londres (Reino Unido)   | Medalla de oro      | Individual 6        |
| 2016                | Río de Janeiro (Brasil) | Medalla de bronce   | Individual 6        |
| 2020                | Tokio (Japón)           | Medalla de bronce   | Individual 6        |
| 2024                | París (Francia)         | Medalla de plata    | Individual MS6      |
| 2024                | París (Francia)         | Medalla de plata    | Dobles MD14         |